# Cratere Dale
Dale è il nome di un piccolo cratere lunare da impatto intitolato al neurologo inglese Henry Hallett Dale, situato nell'estremità orientale dell'emisfero rivolto verso la Terra. Esso giace a sud-est del più grande cratere Kästner ed a nord-est del cratere Ansgarius. La regione in cui si trova Dale è soggetta al fenomeno delle librazioni, e può quindi trovarsi nascosto alla vista dalla Terra.
Dale è un cratere basso e poco cospicuo, con un margine abbastanza eroso. Un cratere più piccolo attraversa il bordo di sud-sud-est, raggiungendo il pianoro interno. Il margine esterno è ancora meno elevato nella regione settentrionale, mentre il resto della formazione è marcato da pochi minuscoli impatti.